# Xia Fa
Xia Fa è il nome completo di Fa (發T, FāP), sedicesimo sovrano della dinastia Xia, padre dell'inetto imperatore Jie, l'ultimo della dinastia
Gli fu dato anche il nome di Hòujìng (后敬).

## Regno
Fa era il figlio dell'imperatore Xia Gao e dunque nipote di Xia Jia.

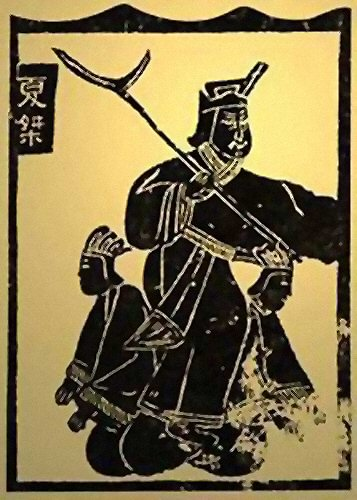
Xia, figlio di Fa con le due sue mogli

Durante la cerimonia inaugurale del suo Regno, tutti i suoi vassalli convennero a palazzo.
Il primo terremoto trascritto nella Storia avvenne sul Monte Tai nel moderno Shandong durante il suo regno.
L'evento effettivamente si verificò intorno al 1831 a.C. e fu denominato negli annali Terremoto del Monte Tai.
Il terremoto fu brevemente menzionato negli Annali di bambù.